# Only Santa Knows
Only Santa Knows è il sesto album in studio (il primo natalizio) della cantante australiana Delta Goodrem, pubblicato nel 2020.

## Descrizione
Secondo progetto discografico di musica natalizia della Goodrem, dopo l'EP natalizio del 2012. L'album comprende due brani inediti e 11 cover, tra cui Silent Night con Gurrumul, registrato nel 2014, e una collaborazione con Olivia Newton-John. La cantautrice ha dichiarato nel giorno dell'uscita dell'album "Spero che la musica vi porti gioia e ci metta tutti di buon umore, indipendentemente da tutto quello che succede intorno a noi".

## Accoglienza
Holly Pereira di Stack rimane piacevolmente colpita dalla scelta dell'artista di riproporre i classici natalizi, grazie alla ottime collaborazioni e con "arrangiamenti corali entusiasmanti". La giornalista paragona inoltre Goodrem a Kylie Christmas di Kylie Minogue, affermando che "a differenza della principessa del pop australiana, Kylie, Delta Goodrem è una tradizionalista; [...] all'interno delle convenzioni classiche trova una grande bellezza, confezionando uno straordinariamente prodotto".

## Tracce
1. Carol of the Bells – 0:38 (Mykola Dmytrovych Leontovych, Peter J. Wilhousky)
2. Only Santa Knows – 3:04 (Goodrem, Copley, Marla Altschuler)
3. The Little Drummer Boy – 3:33 (Harry Simeone, Henry Onorati, Katherine Kennicott Davis)
4. Have Yourself a Merry Little Christmas – 2:58 (Hugh Martin, Ralph Blane)
5. Rudolph the Red-Nosed Reindeer – 3:37 (John Marks)
6. River – 4:01 (Joni Mitchell)
7. Rockin' Around the Christmas Tree – 2:47 (Marks)
8. White Christmas – 3:29 (Irving Berlin)
9. Santa Claus Is Coming to Town – 4:13 (Haven Gillespie, J.Fred Coots)
10. Deck the Halls – 2:46 (Nos Galan, Thomas Oliphant)
11. Grown-Up Christmas List – 3:57 (David Foster, Linda Thompson-Jenner)
12. Silent Night (featuring Gurrumul) – 4:05 (Franz Xaver Gruber, Joseph Mohr)
13. Merry Christmas to You (featuring Olivia Newton-John) – 2:45 (Goodrem, Copley)

## Classifiche
| Classifica (2020) | Posizione massima |
| ----------------- | ----------------- |
| Australia         | 2                 |